# Высший военный совет (Япония)
Высший военный совет (яп. 軍事参議官会議 Гундзи сангикан кайги) — орган руководства военными действиями в Японской империи. Его первым главой стал Ямагата Аритомо. Японский Высший военный совет представлял подобие Германского генерального штаба: его глава имел прямой доступ к императору и мог действовать независимо как от военного министра, так и от членов правительства.
В ноябре 1937 года Высший военный совет был де-факто заменён Совместным совещанием правительства со Ставкой. В задачу этого совещания входило согласование вопросов государственной и военной политики. Эти совместные совещания созывались на основе договорённости правительства и верховного командования, и не были законодательно утверждены. В состав Совещания входили:
- Император Японии
- Премьер-министр Японии
- Министр иностранных дел
- Министр армии
- Министр флота
- Начальник армейского генерального штаба
- Начальник генерального штаба флота

В 1944 году премьер-министр Куниаки Коисо преобразовал Высший военный совет в Высший совет по управлению войной. В его состав вошли:
- Премьер-министр Японии
- Министр иностранных дел
- Министр армии
- Министр флота
- Начальник армейского генерального штаба
- Начальник генерального штаба флота